# ケア・ハーディ

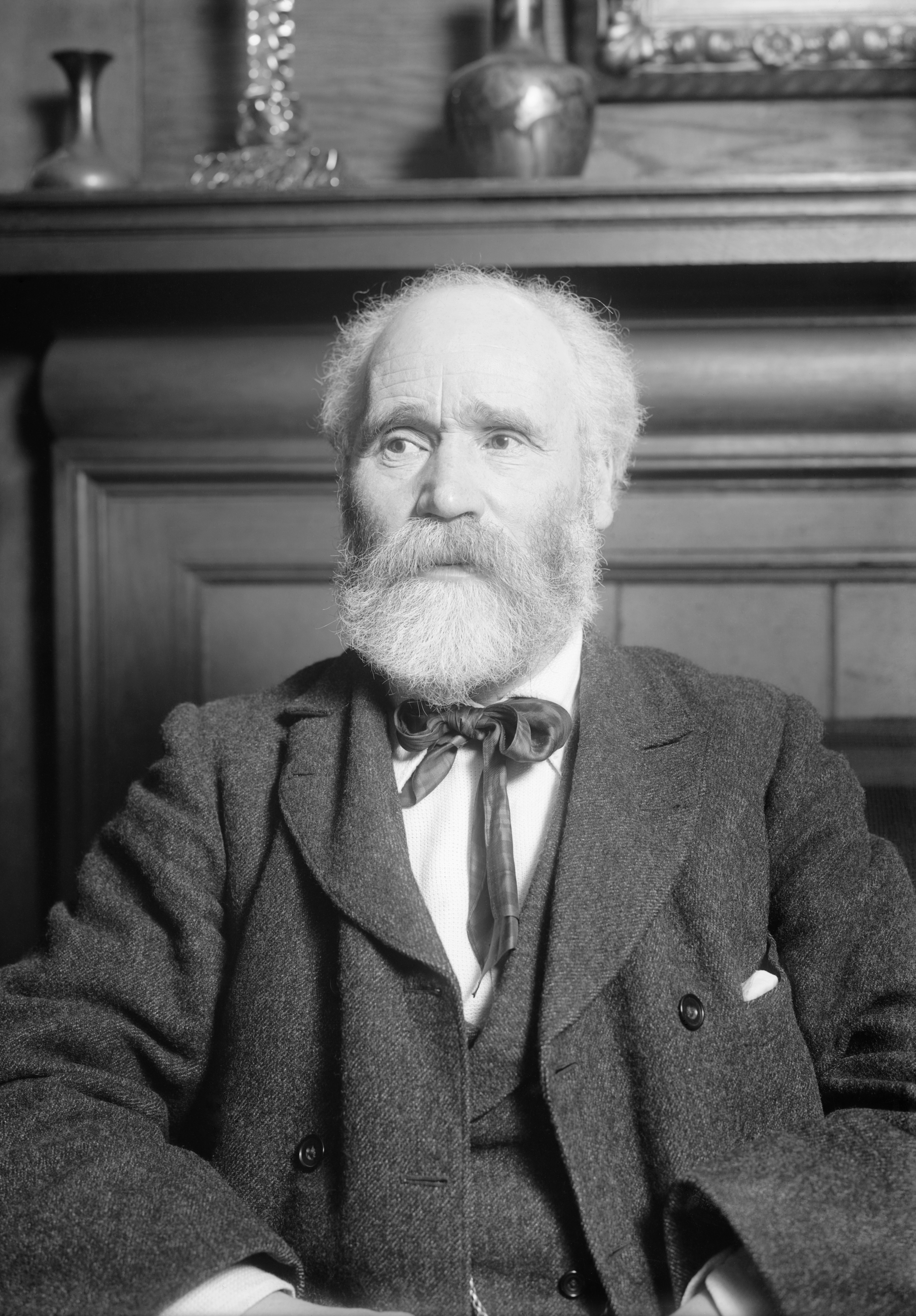
ケア・ハーディ

ジェームズ・ケア・ハーディ（James Keir Hardie、1856年8月15日 - 1915年9月26日）は、スコットランドの社会主義者、労働運動家。独立労働党および同党を源流とする労働党創設者の一人にして、イギリス初の独立労働党所属の庶民院議員となった。
当時の社会主義者としては珍しく、マルクス主義を否定した数少ない政治家だった。

## 生涯

### 出生から青年期まで
スコットランドのノース・ラナークシャー、マザーウェル近郊の町ホーリータウンに程近いニューハウス（ノース・ラナークシャー）に生まれる。母マリー・ケアは家政婦、父デイヴィッド・ハーディは船大工であった。子沢山のハーディ家は間もなくグラスゴーの造船業が盛んな地区に移った。父は船員としての生活よりも造船所での安定的な雇用を求めたものの、不安定な雇用環境には打ち勝てず、家計は苦しいものであった。こうした事情から、7歳で汽船会社の奉公人に出されたことにより正規の学校教育を受けられなかったものの、両親から読み書きなどを教わり、以後の独学に必要な最低限の教養を身に着けた。その後は様々な低賃金の仕事を続けた。
グラスゴー近郊の町、クライドサイドで大規模なロックアウトが発生すると、労働組合員であり、かつ一家の大黒柱たる父も半年間にわたり一時帰休を余儀なくされ、ジェームズ少年の薄給が唯一の現金収入となる。家具などを徐々に手放して生計に充てていたものの、生活は苦しく、母も妊娠し仕事が続けられなくなるなどの不運も重なり、兄弟の一人が亡くなった。ジェームズ自身も遅刻を2回したことにより失業し、父は仕方なく船員としての仕事を選び、母はグラスゴーから当時母方の祖母が住んでいたニューワートヒルに転居した。10歳にして鉱山で1シフト10時間の換気口の担当の仕事を得ると共に、ホーリータウンの夜間学校へ通った。
その後、父は船員の仕事を辞めエディンバラとグラスゴーとを結ぶ鉄道路線の建設工事に従事、工事終了と同時にクォーター村へ移り、ジェームズは採炭夫などを経て、20歳になる頃には一人前の熟練労働者となっていた。このころからケアというあだ名で知られるようになった。一方、鉱山以外の世界を垣間見たいとの思いから、母から勧められて速記術を身に付けたほか、福音主義団体や禁酒運動にも参加したのはこの時期のことである。献身的な伝道を通じて、やがては演説の技術を会得、同僚からも弁の立つ人物として評価を受けることとなり、交渉役として支持されるようになった。しかし鉱山経営者からはアジテーター扱いされ、ほどなくしてジェームズ以下2人の弟は、地元の鉱業において出入り禁止を食らう羽目になった。

### 労働組合のリーダーとして
スコットランドの鉱山経営者は、ハーディを鉱山から締め出すことでアジテーターの排除を意図したものの、結果的に大失敗につながった。23歳となったハーディは炭鉱を離れたものの、労働組合の活動に即座に適応した。こうした中、1879年5月にスコットランドの鉱山経営者が共謀して賃下げを強行すると、組合結成の機運が一挙に高まった。同年7月3日、経営陣との交渉役として白羽の矢が立つと、スコットランド南部の他の鉱山労働者代表らと接触を繰り返した。3週間後、グラスゴーで開催される鉱夫全国会議の代表に選ばれ、同年8月には代表機関の長に指名された。こうして労組オルガナイザーとしての新たなキャリアを踏み出していった。
1879年10月16日、ダンファームリンの鉱夫全国会議で書記長に就任するが、この役職は名目上のものであり、全国の組織を統一するまで時間がかかり、具体的な権限や役目は数年間決まらなかった。しかし翌1880年に入り、ランカシャーで発生した鉱夫による大規模なストライキをはじめ、同地域を席巻する労働運動の最中で中心的な役割を果たした。駆け出しの組合は資金が全くなかったが、ハーディほか労組幹部は地元の商店と交渉して、出世払いで食料品を手に入れてはスト中の鉱夫の家族に差し入れ、スト期間中は自宅で新婚の妻の協力のもとスープキッチンを開いていたという。結局、ランカシャーの鉱山ストは失敗に終わるも手腕は認められ、エアシャーの鉱夫に招待され、カムノックに妻とともに転居し、1年あまりの時間をかけて労働組合の立ち上げに尽力した。
1881年8月にはエアシャーの鉱夫が1割の賃上げを要求するも、経営者により即座に申出が拒絶されると、スト期間中の手当てにあてる資金不足にもかかわらず10週の長期にわたるストを決行した。鉱夫は要求貫徹を前に職場復帰したため、このストも名目上は失敗であったが、復帰後に経営者は今後のストを避けるために賃上げを提示したため、結果的には成功であった。家族の生活費用を考えてハーディはジャーナリストとしての活動を始め、労働者寄りの自由党と繋がりが深い地元紙へ寄稿したのが縁で、同党に加盟し、党員として積極的に活動を続けた。また、それまでと同様禁酒活動にも力を入れ、地元の禁酒団体の一員として活動した。1886年8月、従前の活動が実りスコットランドの鉱夫による強力な労組エアシャー鉱夫組合が誕生した。オルグ担当として年間75ポンドの給料を手に入れるまでになり、1887年新たな刊行物『鉱夫』(The Miner) を創刊するに至る。

### スコットランド労働党および独立労働党議員

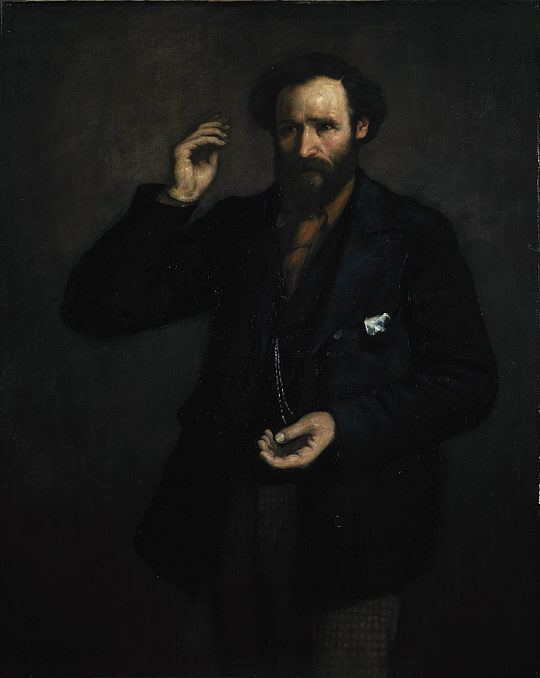
ケア・ハーディの肖像画（1893年、ジョン・ヘンリー・ドブソン作）

政治活動を始めて間もなくは自由党へ支援活動を行っていたが、自由党の有力者のウィリアム・グラッドストンが掲げる経済政策には幻滅するようになり、同党の掲げるリベラルな政策も労働者階級の要求を十分に汲み取ることができず、また汲み取る方向に変わっていかないと考え始めた。自由党が労働者の票を集めることを考えている一方で、当時としては急進的な改革を実行する気がないと考え、庶民院議員になることを決意した。1888年4月、ミッドラナーク選挙区から無所属候補として出馬した。当選には至らなかったものの、同年8月25日にグラスゴーで開催の集会でスコットランド労働党 (1888-1893)（現在のスコットランド労働党とは無関係）が結成されると、初代書記長に就く。なおこの時、党首にはロバート・カニンガム＝グレアムが就任した。カニンガム＝グレアムは後に社会主義者としては初めて議会議員に当選したばかりでなく、スコットランド国民党の前身たる国民党 (スコットランド)の創立者となった。
1892年、ウェストハムサウス選挙区のエセックス（現在のグレーター・ロンドン）から要請を受けて、再度立候補した。この選挙において自由党は候補者擁立を断念した一方で、ハーディを支援することはなかったものの、保守党候補4036票に対し5268票を得て見事初当選を果たした。初登院に当たり、当時の議会で正装とみなされていた黒のフロックコートにシルクハット、他の労働者層出身の議員が身に着けていた襟を拒否した。ツイードの背広に赤ネクタイ、鳥打帽を身にまとったという（ただし、鳥打帽に関しては本人が後に否定している）。議会では所得税への累進課税や学校無償化、年金、婦人選挙権の導入と共に、貴族院廃止を訴えた。
翌1893年にはハーディらを中心として独立労働党を立ち上げる。同党結党は、自由党をして従来票田としてきた労働者階級の票を奪取してしまうのではないかと危惧させた。1894年、ポンティプリッドで251名の鉱夫が死亡した爆発事故がに起こったことに衝撃を受け、犠牲者の遺族に対する弔辞を皇太子（後のエドワード8世）出生の祝詞に加えるべきと主張した。提案が容れられなかったことから王室を攻撃する演説をぶち、庶民院を騒然とさせた。1895年の選挙では落選した。以後5年間にわたり労働運動や各種集会への参加を積極的にこなすものの、ロンドンで婦人参政権集会参加中に逮捕されたが、独立労働党指導者の逮捕の影響を懸念した内務大臣により釈放された。

### 労働党

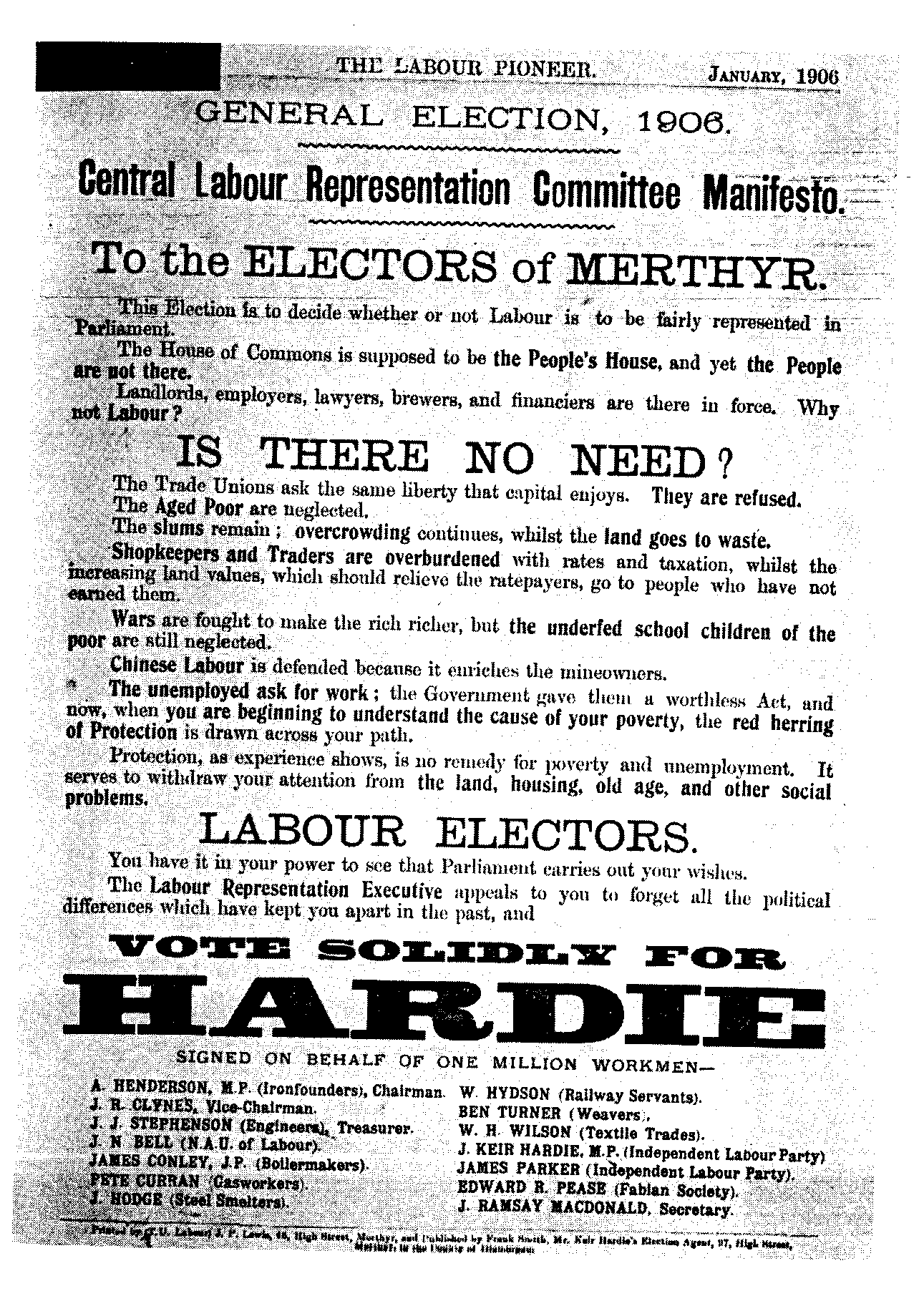
1906年イギリス総選挙に際しハーディが発表したマニフェスト

1900年、広範な労動組合のほか社会主義者が集い労働代表委員会、そして労働党が誕生する。同年には2議席が割り当てられていたマーサーティドヴィル選挙区に労働党から出馬し、当選した。以後、引退までこの議席を守り続けた。なお、同党からはハーディ以外にも当選者が1人おり、ささやかな出だしながらも以後議席を増やし続け、1924年政権獲得に至ることになる。
この頃、保守的な労働組合運動の支持を受けていた政府は支持が極度に落ち込み、時のヘンリー・キャンベル＝バナマン自由党党首は次期選挙で労働、自由両党の間で票を奪い合い共倒れとなる事態が生じうると懸念していた。これを回避するために1903年に労働党と自由党は、ラムゼイ・マクドナルドとウィリアム・グラッドストンの子であるハーバート・グラッドストンの交渉を元に通称リブ＝ラブ合意（1903)をまとめた。この合意の骨子は、反保守党の票が割れてしまうことを避けるために、次の選挙では労働党が候補擁立する30選挙区では、自由党は候補擁立を断念するというものであった。
1906年には労働代表委員会が「労働党」と正式に改名し、同年新たに発足したキャンベル＝バナマン自由党政権は、当時の野党である保守党の壊滅と自由党の地滑り的勝利を狙い、総選挙へと持ち込んだ。選挙結果は、自由党が保守党（および保守系労働組合の友党）のかつては無風区とされていた選挙区も奪取し、保守党の重鎮のアーサー・バルフォアの地盤であったマンチェスター東部選挙区に至っては20%の得票差をつけるなど、イギリス史上稀に見る大勝となった。しかしそれ以上に注目すべきは、同選挙で労働党が29名当選したことであった。

### 晩年
1908年、ハーディは党首職をアーサー・ヘンダーソンに禅譲し引退した。余生を婦人参政権獲得運動に費やし、労働党出身の活動家のシルビア・パンクハーストと親交を深めた。また、インド自治や南アフリカでのアパルトヘイト廃止を支持する論陣を張る。1909年に渡米し、同国内の労働運動組織を分断し続ける急進派間のセクト主義を批判した。これを受け、アメリカ社会党などが統一組織の立ち上げを目指したものの、対立は解消せず、アメリカの社会主義政党は影響力を失うこととなる。
第一次世界大戦に際しては「城内平和」路線を拒否し、停戦を求めて他国の社会主義者とも共闘して反戦ゼネラル・ストライキを企図したが、連帯は失敗した。ハーディの立場は労働党内でさえ少数派であったものの、良心的兵役拒否者を支援しながら全国を回り反戦デモに参加し続けた。
脳卒中を患い入院したが、1915年9月26日、グラスゴー市内の病院で死去した。葬儀は平和運動家で友人のトーマス・エヴァン・ニコラスによって営まれた。

## 没後

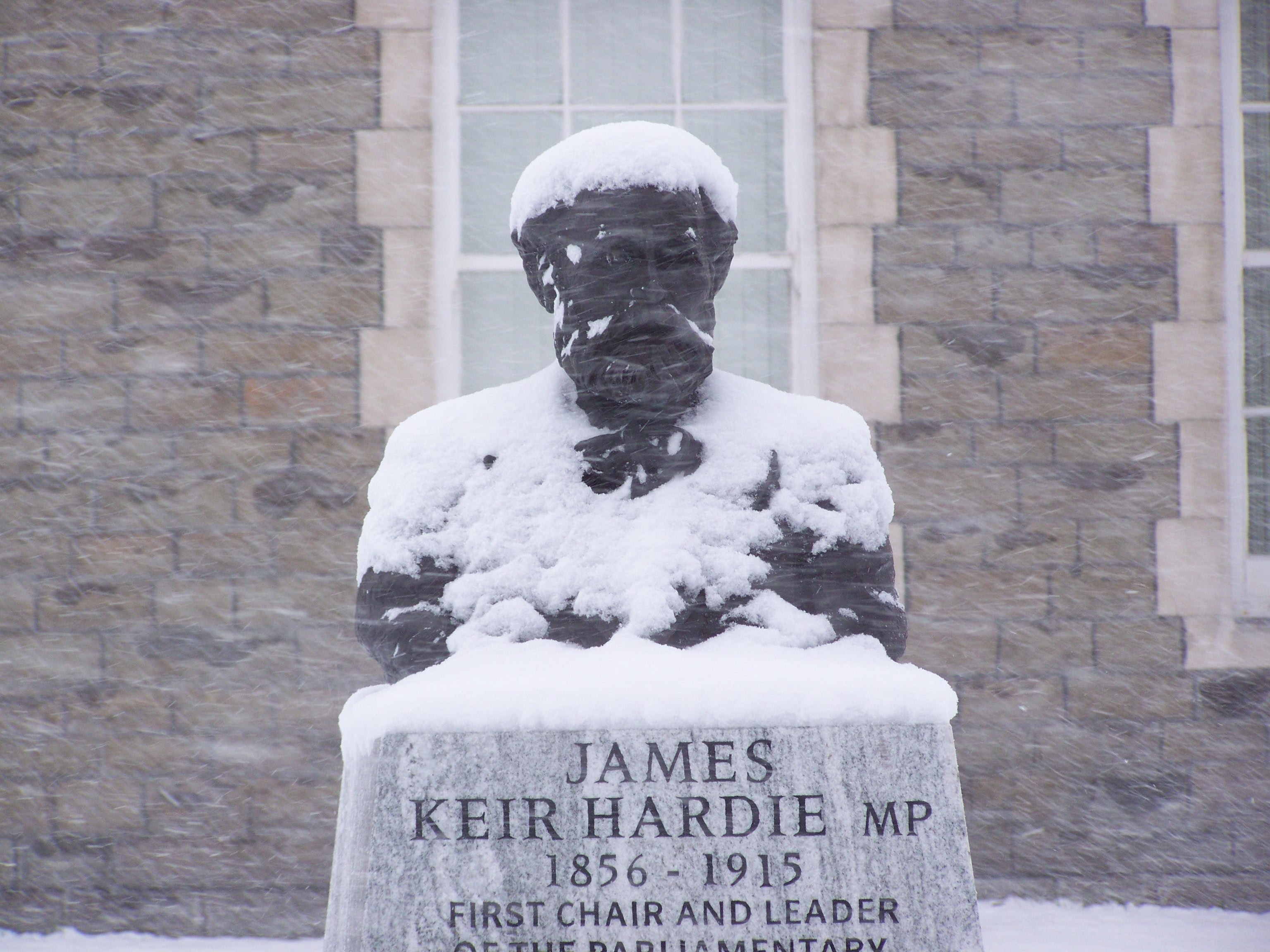
ケア・ハーディ像

第二インターナショナルに参加していたものの、教条主義を取り入れず、宗教を否定せず、あくまで現実的で柔軟性に富んだ穏健社会主義を目指し、自ら立ち上げた社会主義政党もスカンジナビア諸国以外におけるそれよりは、選挙の上でも政治的にも大きな成功を収めた。
労働党結党100周年にあたる2006年12月2日、かつての選挙区でケア・ハーディの胸像除幕式を挙行されるなど、各地に足跡を残している。出生地のホーリータウンの英雄であり、子供時代に住んでいた家が保存されており、地元のスポーツセンターがハーディの名前を使用している。また、イギリス各地の40の通りに名を残している。
2008年9月23日にマンチェスターで行われた党大会では、代議員の投票により「最も偉大なる英雄」に選ばれるなど、今なお影響力は衰えていない。